# Piz Dado
Ne doit pas être confondu avec le sommet du même nom, dans le canton des Grisons, à 2 698 m d'altitude, entre le val Frisal et Breil/Brigels.
Le piz Dado est un sommet du massif des Alpes glaronaises à 3 432 m d'altitude, entre les cantons de Glaris et des Grisons en Suisse.
Le sommet se trouve à 870 m au sud du Tödi et à l'aplomb du glacier de Biferten (en).